# اچ‌ام‌ای‌اس آرمیدال (جی۲۴۰)
اچ‌ام‌ای‌اس آرمیدال (جی۲۴۰) (به انگلیسی: HMAS Armidale (J240)) یک کشتی بود که طول آن ۱۸۶ فوت (۵۷ متر) بود. این کشتی در سال ۱۹۴۲ ساخته شد.